# 李道彦
李 道彦（り どうげん、生没年不詳）は、中国の唐の宗室。唐の高祖李淵の従弟の淮安靖王李神通の子。

## 経歴
大業13年（617年）、李淵が起兵すると、李神通は隋の官吏による捕縛を避けるため鄠県に逃れたが、山谷の間で病にかかり、数十日で食物も尽きてしまった。そこで道彦は襤褸の衣を着て山野の実を採取して進み、自分はもう食べたと偽って父のために供した。武徳元年（618年）、唐が建国されると、義興郡公に封ぜられた。武徳5年（622年）、膠東郡王に進み、隴州刺史に任ぜられた。貞観元年（627年）、相州都督に任じられた。のちに爵位は公に下げられ、岷州都督に転じた。貞観4年（630年）、父の喪のために辞任した。父の墓のそばに庵を建て、自ら土を背負って盛り土し、松や柏を植え、体はやせ細って親友でさえも分からないほどのやつれようであった。太宗は感嘆して、侍中の王珪に勅諭を持たせて派遣し、道彦を再び岷州都督に任じた。
道彦は党項諸部に遣使して、唐に服属させた。貞観9年（635年）、李靖に従って吐谷渾を攻撃し、赤水道行軍総管をつとめた。拓跋赤辞を闊水でだまし討ちにしたため、諸羌の怒りを買って、道彦の軍は大敗し、数万人の死者を出し、松州に退却した。敗戦の責任を問われて、一兵士として辺境の防備につかされた。のちに嬀州都督として起用された。まもなく世を去り、礼部尚書の位を追贈された。

## 伝記資料
- 『旧唐書』巻六十 列伝第十「宗室伝」
- 『新唐書』巻七十八 列伝第三「宗室伝」